# Прасад, Вивек
Вивек Сагар Прасад (хинди विवेक प्रसाद; род. 25 февраля 2000, Итарси, Мадхья-Прадеш) — индийский хоккеист на траве, полузащитник сборной Индии. Бронзовый призёр Олимпийских игр.
В январе 2018 года он стал вторым среди самых молодых игроков, дебютировавших за Индию. Ему было 17 лет, 10 месяцев и 22 дня. Он получил премию Hockey Stars Awards «Восходящей звезде 2019 года».

## Биография
Вивек Прасад родился 25 февраля 2000 года.
Начал играть в хоккей в возрасте восьми лет в Тикамгархе. Прасад рассказывал, что его больше интересовали бадминтон и шахматы, но в 2010 году узнал о хоккее и стал им заниматься. 

## Карьера
С 2013 года тренируется в хоккейной академии Мадхья-Прадеш.
Дебютировал за сборную Индии в 2018 году в игре против Японии на турнире  Четырёх наций в Тауранге. В том же году принял участие на Азиатских играх в Индонезии, где Индия завоевала бронзу, а также стал серебряным призёром летних юношеских Олимпийских игр в Аргентине.
Вивек сравнял счёт на 42-й минуте в финале Трофея чемпионов 2018 года против Австралии. Тем не менее, Индия затем проиграла в серии пенальти. На финале Мировой серии 2019 года в Бхубанешваре Вивек стал лучшим новичком турнира. В декабре 2019 года он был номинирован на премию Hockey Stars Awards в номинации «Восходящей звезде года», которую затем выиграл, набрав 34,5 процента голосов, и стал первым индийским игроком, получившим награду FIH.
Вивек играл на Олимпийских играх 2020 года в Токио, которые из-за пандемии коронавируса были перенесены на 2021. Сборная Индии в групповом этапе одержала 4 победы и вышла в плей-офф со второго места. В четвертьфинале индийцы победили Великобританию со счётом 3:1, однако затем уступили будущим олимпийским чемпионам Бельгии 3:5. В матче за бронзу Индия победила Германию со счётом 5:4, впервые с московской Олимпиады в 1980 году завоевав медаль в хоккее на траве. На турнире Вивек Прасад отличился одним голом.